# Herval (corveta encouraçada)
Herval foi uma corveta encouraçada operada pela Armada Imperial Brasileira de 1866 a 1879. Foi construído originalmente para o Paraguai, sob o nome de Medusa, porém foi vendido ao Brasil uma vez que os paraguaios, em dificuldades financeiras, não conseguiram pagar por ele. Pertencia a mesma classe da Corveta Encouraçada Mariz e Barros. O navio chegou ao Brasil em 30 de maio de 1866 e em 19 de julho recebeu oficialmente o nome Herval, uma homenagem a Manuel Luís Osório.
Herval teve uma participação significativa na Guerra do Paraguai. Assim como seu navio-irmão Mariz e Barros, auxiliou na defesa do Cabral e Lima Barros durante uma tentativa de abordagem. Também participou do bombardeio e a subsequente passagem de Curupaiti, onde estava integrado a 1.ª Divisão de Encouraçados em uma posição mais atrás dos demais encouraçados.
Na segunda passagem por Curupaiti, Herval, junto de outros navios de guerra, enfrentou a fortaleza e suas pesadas baterias costeiras e guarnições, conseguindo passar depois de mais de uma hora de combate. Também teve participações menores na Passagem de Humaitá e no Bombardeio a Angostura no qual acabou não havendo a necessidade de disparos, pois a rendição foi imediata a chegada das tropas brasileiras.
No início de 1869, o Herval não tinha mais tanta utilidade no conflito, visto que os combates posteriores se dariam em pequenos arroios estreitos. Então retornou para o Rio de Janeiro, onde passou por uma reforma. Após isso, o Herval e seu navio-irmão Mariz e Barros foram designados para o 2.º Distrito Naval que patrulhava a costa da fronteira entre às províncias do Rio de Janeiro e Espírito Santo até a cidade de Mossoró, no Rio Grande do Norte. Teve sua baixa registrada em 1879, com suas máquinas sendo retiradas para serem usadas no Primeiro de Março.

## Características gerais
Herval era um navio de bateria central com casco de ferro e totalmente equipado. Tinha 58 metros de comprimento. O navio tinha uma boca de onze metros e um calado máximo de 2,90 metros. Deslocava 1.353 toneladas (1.332 toneladas longas). Sua tripulação era composta por 125 homens. Os motores produziam um total de seiscentos cavalos de potência (450 quilowatts) e deram a Herval uma velocidade máxima de nove nós (dezessete quilômetros por hora). Herval estava armado com quatro canhões de 70 libras Whitworth de carregamento pela boca e outros dois canhões de 68 libras. O navio era protegido por um cinturão de ferro de 110 milímetros, sendo que esse número era reduzido para 76 milímetros nas casamatas. Essa blindagem, devido a um erro de cálculo, acabava por ficar submersa, impossibilitando a navegação em mar aberto.

## História
A corveta foi construída nos estaleiros de Plymouth, Inglaterra. Foi o segundo navio da Armada a ostentar o nome Herval, em homenagem ao General Manuel Luís Osório, Marquês de Herval. O navio foi encomendado pelo Paraguai, que o batizaram de Medusa, porém foi vendido ao Brasil uma vez que os paraguaios, em dificuldades financeiras, não conseguiram pagar por ele. Pertencia a mesma classe da Corveta Encouraçada Mariz e Barros. O navio chegou ao Brasil em 30 de maio de 1866 e em 19 de julho recebeu oficialmente o nome Herval em homenagem ao general Manuel Luís Osório, Marquês de Herval, sendo incorporado à Armada também no mesmo ano sob o comando do Primeiro-Tenente Tomás Pedro de Bittencourt Cotrim.

### Guerra do Paraguai
Suas principais ações ocorreram em batalhas da Guerra do Paraguai. Em 2 de fevereiro de 1867, participou no bombardeio de Curupaiti no qual deu suporte aos ataques ao forte desta localidade. Também estavam presentes os couraçados Bahia, Colombo, Barroso, Mariz e Barros, Silvado, Cabral e Tamandaré; as corvetas Paranaíba e Beberibe e a bombardeira Forte de Coimbra. Juntos, lançaram 292 projéteis no forte.
Após essas operações e algumas outras realizadas por outros encouraçados, Herval integrou-se à frota ordenada a forçar a passagem da fortaleza no dia 15 de agosto. A esquadra imperial foi organizada do seguinte modo: Comandante-chefe da operação Vice-almirante Joaquim José Inácio; à frente da esquadra estaria a 3.ª Divisão de Encouraçados, sob comando do Capitão de Fragata Joaquim Rodrigues da Costa, composta pelo Brasil, Tamandaré, Colombo, Bahia e Mariz e Barros. À retaguarda, estaria a 1.ª Divisão de Encouraçados, sob comando do Capitão de Mar e Guerra Francisco Cordeiro Torres e Alvim, composta pelo Cabral, Barroso, Herval, Silvado e Lima Barros. Para fornecer fogo de supressão aos encouraçados, estaria a divisão do Chefe de Divisão Elisiário Antônio dos Santos composta pelos navios de madeira Recife, Beberibe, Parnaíba, Iguatemi, Ipiranga, Magé, Forte de Coimbra e Pedro Afonso. Em contrapartida, os defensores paraguaios estavam organizados do seguinte modo: Comandante-chefe da Defesa de Curupaiti Coronel Paulino Alén; baterias compostas por 29 canhões, sendo um de calibre 80, chamado de El Cristiano, e 28 de calibres 32 e 68; guarnição composta por 300 artilheiros apoiados pelo 4.º batalhão de 800 homens e um esquadrão de cavalaria.

Sob comando do capitão Mamede Simões, o Herval iniciou a passagem às 6h40 do dia 15. Para total surpresa dos paraguaios, a transposição dos encouraçados imperiais ocorreu em uma passagem próxima dos seus canhões ao invés do canal mais distante, porém cheia de obstáculos. A proximidade dos navios aos canhões permitia que a fuzilaria ocorresse à queima-roupa, impactando praticamente todos os projéteis lançados por eles. Apesar disso, a esquadra imperial conseguiu efetuar a passagem sem grandes danos aos navios e com poucas baixas entre as tripulações. A transposição durou cerca de duas horas e foi acusado três mortos e 22 feridos aos brasileiros.

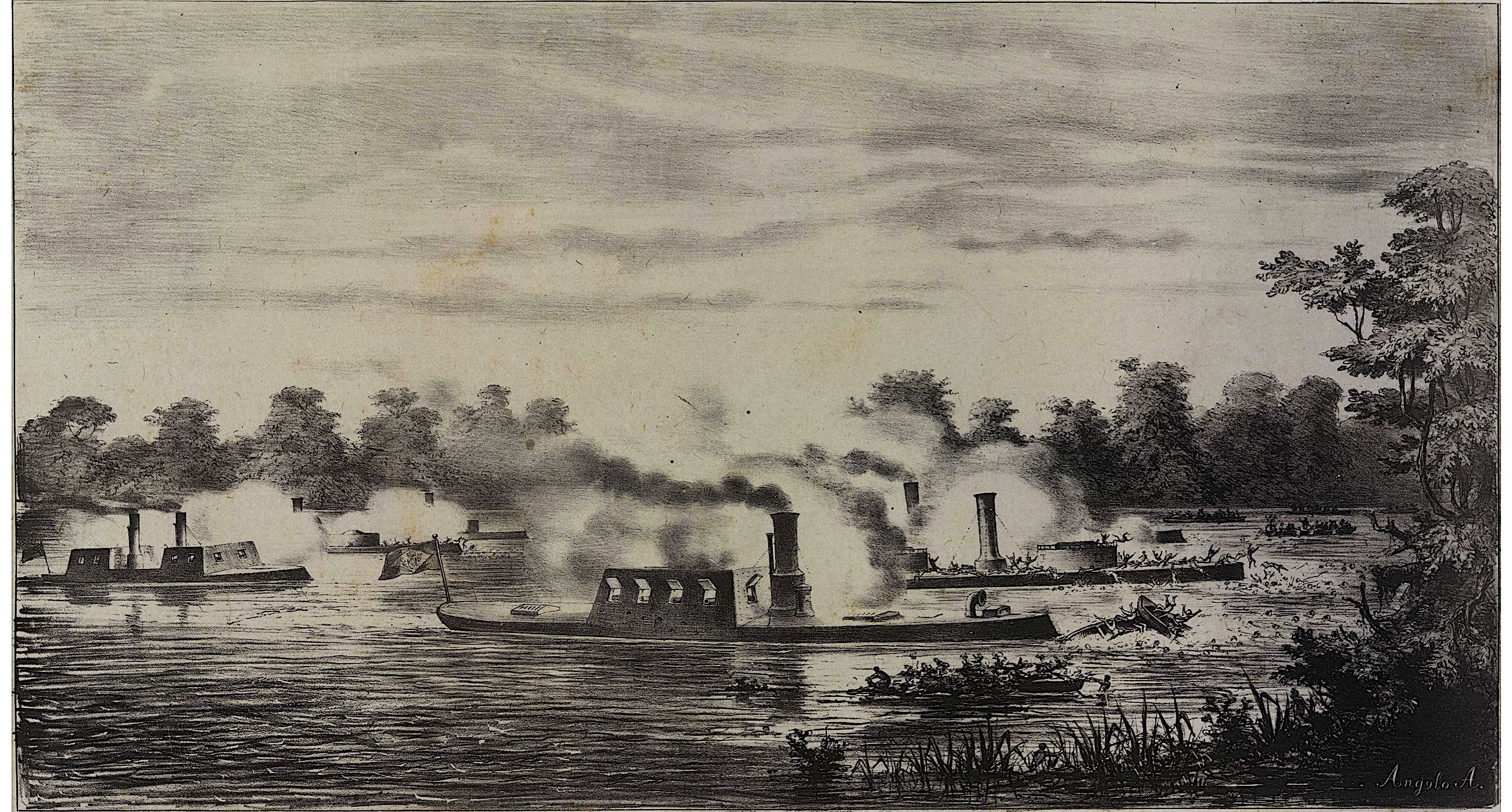
Episódio da madrugada de 2 de março. Os encouraçados Silvado, Brasil, Mariz e Barros, e Herval, metralhando os paraguaios que, protegidos pela noite, vieram em canoas para abordarem o Cabral e Lima Barros

No dia 2 de março de 1868, em conjunto com o Brasil, foi em auxílio dos encouraçados Lima Barros e Cabral, repelindo uma tentativa de abordagem pelos paraguaios. Na segunda passagem por Curupaiti, Herval junto de Alagoas, Pará, Rio Grande e outros vapores menores, enfrentou a fortaleza e suas pesadas baterias costeiras e guarnições, conseguindo passar depois de mais de uma hora de combate. Também teve participações menores na Passagem de Humaitá e no Bombardeio a Angostura no qual acabou não havendo a necessidade de disparos, pois a rendição foi imediata a chegada das tropas brasileiras.
Após a conquista de Assunção, em 1 de janeiro de 1869, os já desgastados encouraçados de grande porte, como o Herval, não tinham mais tanta utilidade no conflito, com os combates navais ocorrendo, a partir de então, em pequenos arroios muito estreitos. Os navios foram chamados de volta para o Rio de Janeiro, onde passaram por grandes obras de reparo (Herval passou por reformas no Arsenal de Marinha da Corte que começaram em 3 de janeiro de 1875 no Rio de Janeiro). No início da década de 1870, o comando naval imperial começou a distribuir os encouraçados pelos vários distritos navais de defesa de portos do Brasil. Mariz e Barros e seu navio-irmão Herval foram designados para o 2.º Distrito Naval que patrulhava a costa da fronteira entre às províncias do Rio de Janeiro e Espírito Santo até a cidade de Mossoró, no Rio Grande do Norte. Teve sua baixa registrada em 1879, com suas máquinas sendo retiradas para serem usadas no Primeiro de Março.